# نظریه درگیر
نظریه درگیر (به انگلیسی Engaged theory) یک چارچوب روش‌شناختی برای درک پیچیدگی اجتماعی است. این نظریه زندگی اجتماعی یا روابط اجتماعی را به عنوان موضوع اصلی خود در نظر می‌گیرد، در اینجا امر «اجتماعی» همیشه به عنوان «ذات» طبیعی درک می‌شود، از جمله انسان به عنوان موجودی تجسم‌یافته فهم می‌شود. نظریه درگیر چارچوبی فراهم می‌کند که از تجزیه و تحلیل تجربی دقیق دربارهٔ چیزها، مردم و فرایندهای موجود در جهان به نظریه انتزاعی در مورد ساخت و چارچوب دهی اجتماعی آن چیزها، مردم و فرایندها منتقل می‌شود.
نظریه درگیر یک رویکرد درون سنت گسترده‌تر نظریه انتقادی است. نظریه درگیر از حوزه‌های جامعه‌شناسی، انسان‌شناسی، مطالعات سیاسی، تاریخ، فلسفه و مطالعات جهانی را به هم مرتبط می‌کند. در کلی‌ترین حالت، اصطلاح نظریه درگیر برای توصیف نظریه‌هایی استفاده می‌شود که جعبه ابزاری را برای تعامل با جهان فراهم می‌کنند و در عین حال به دنبال تغییر آن هستند.
یک خط سیر نظریه درگیر، رویکرد انتزاع سازنده است که به گروهی از نویسندگان مانند جان هینکسون، جف شارپ (۲۰۰۵–۱۹۹۵) و سیمون کوپر منتسب شده‌است.
یک خط سیر مرتبط با نظریه درگیر توسط پژوهشگرانی که ارتباط خود را از طریق مرکز پژوهش‌های جهانی در موسسه سلطنتی فناوری ملبورن در استرالیا آغاز کرده‌اند توسعه می‌یابد- دانشمندانی همچون مانفرد استگر، پل جیمز و دامیان گرنفل - آن‌ها بر طیف وسیعی از نویسندگان همچون پیر بوردیو تا بندیکت اندرسون و چارلز تیلور تکیه دارند. گروهی از پژوهشگران در دانشگاه وسترن سیدنی کار خود را «پژوهش‌های درگیر» توصیف می‌کنند.